# Península de Paraguaná
La península de Paraguaná está ubicada en el norte del estado Falcón, en Venezuela. Es una zona xerófila y de suelo árido casi en su totalidad. Tiene una extensión territorial de 3405 km² y una población de 345 704 habitantes.
Surgió como una isla que se unió en el período Holoceno con el continente por un istmo básicamente rocoso al que la aportación de las arenas marinas convirtió en un estrecho corredor de relación, siendo la región de tierra firme más avanzada en el mar Caribe que tiene Venezuela. 
Tiene el nombre de Paraguaná que significa "conuco entre el mar", en las primeras páginas del descubrimiento, al lado de nombres como Juan de la Cosa, Américo Vespucio y Alonso de Ojeda.
La península comparte frontera marítima con el Reino de los Países Bajos, dada la cercanía con la isla de Aruba, que está a 27 kilómetros al norte de Paraguaná. .

## Historia

### Indígenas
Los caquetíos de Paraguaná formaban una unidad étnica con los del resto del litoral falconiano y los de las actuales islas ABC. Los caquetíos, además de practicar la pesca y la caza, en Paraguaná obvian estanques para recoger el agua pluvial, y se encontraban asentados en poblaciones de las cuales algunas han conservado el nombre, como Miraca, Cayerúa y Jurijurebo.
Los caquetíos, al ser poseedores de riqueza, por sacarle mayor provecho a la tierra, despertaron codicia en las aguerridas tribus de otras "familias", así como en los aventureros blancos venidos de Europa a partir del siglo XVI. Muchas fueron las invasiones por la pugna entre tribu y blancos, por lo cual el Diao Manaure resolvió buscar ayuda, protección y alianzas en otros hombres.
Los indígenas, adoctrinados en los principios de la religión católica, jugaron un importante papel en la consolidación de Coro en la época colonial. Fueron dispersados, exterminados en gran medida, durante la contienda emancipadora, quedando desolados casi por completo sus antiguos pueblos, sin contar con las penas que padecieron por la sed de oro del blanco que vio al indígena como objeto de explotación.
Utilizaban el algodón y otros productos fibrosos para la vestimenta y los chinchorros. Elaboraban casi todos los utensilios domésticos con barro cocido. De esta cultura todavía se encuentran los nombres en los distintos pueblos como son: Miraca, Jurijurebo, Cayeruba, Guacuira, Sicaname, Machuruca, Matividiro, Maitiruma, Misaray.
Se han encontrado restos de cerámica, alfarería y conchas marinas que señalan la cultura, política y economía de los caquetíos. Estos fragmentos se hallaron en donde existieron asentamientos indígenas. La mayoría de los pueblos conservan topónimos indígenas como nombres y los habitantes en parte sus tradiciones.

### Colonial y republicana
La península de Paraguaná fue descubierta por el navegante Alonso de Ojeda el 9 de agosto de 1499, el día de San Román, y por esta circunstancia fue bautizada como Provincia de San Román, denominación oficial que se usó en los documentos del gobierno español durante algún tiempo, así como también en las cartas de navegación de la época.
A la llegada de los españoles en la península habitaban los caquetíos, indios pacíficos que también poblaban las hoy llamadas islas ABC y gran parte de la zona costera de lo que es hoy el territorio del Estado Falcón. Estas tribus vivían de la caza y la pesca en su mayoría, aunque también practicaban algunos cultivos como el maíz y el millo, y tubérculos como la yuca y la batata. Los primeros conquistadores entran por estas tierras y se sorprenden por la facilidad de los nativos para aprender el castellano y la disposición para conseguir alimentos con qué festejarlos; aquí se establecen los primeros colonos enamorados de la benignidad del clima y de la horizontalidad de las tierras.
Hubo un largo contacto con los holandeses, que a partir del 1634 estaban instalados en las islas vecinas, ellos introducen pautas culturales que se mezclan con las autóctonas y las españolas. De todo esto surgen características propias y cargadas de unicidad.
La colonización en la península de Paraguaná; como en el resto de América Latina, trajo aparejada la creación de un régimen de tenencia de la tierra en el que se favorecía exclusivamente a los súbditos españoles en detrimento de la población aborigen. Bajo este estado de cosas, Paraguaná fue repartida con las denominadas "Composiciones Territoriales", las cuales eran compras que los colonos hacían al rey avaladas por méritos al servicio de la conquista y que con el devenir de los siglos fueron la génesis de las denominadas "Posesiones", nueve en su totalidad, que aún hoy existen.
Así pasaron más de diez años en la lucha por la independencia hasta que llegó la tregua del Armisticio de 1820. Josefa Camejo fue la cabeza de organizar la rebelión a favor de la Independencia.

## Geografía
La península cuenta con una superficie de aproximadamente 3405 km². En ella predomina la llanura, la extensión de sus sabanas, y sin embargo, nada le define mejor ni la revela tan plena como el Cerro de Santa Ana. Ha sido el cerro, referencia inmejorable para los navegantes de todas las épocas. Era en épocas pasadas una isla, como las vecinas Aruba, Curazao y Bonaire. Hoy en día está conectada a tierra firme por el istmo de los médanos, un banco de arena de 25 km que se ha depositado a lo largo de la falla que formó, en línea recta, la costa oriental de la península.

### Límites geográficos
La península de Paraguaná corresponde a la región norte del Estado Falcón, limita al norte y al este con el mar Caribe; al oeste con el Golfo de Venezuela y al sur con el Golfete de Coro y el municipio Miranda del Estado Falcón.
Al sur del istmo que une la península con la tierra firme se encuentra la capital del estado, Santa Ana de Coro.
A aproximadamente 20 kilómetros de la costa norte de Paraguaná se encuentra la isla de Aruba, una de las tres islas ABC (antiguas Antillas Neerlandesas), junto con Bonaire y Curazao.

### Características y paisaje

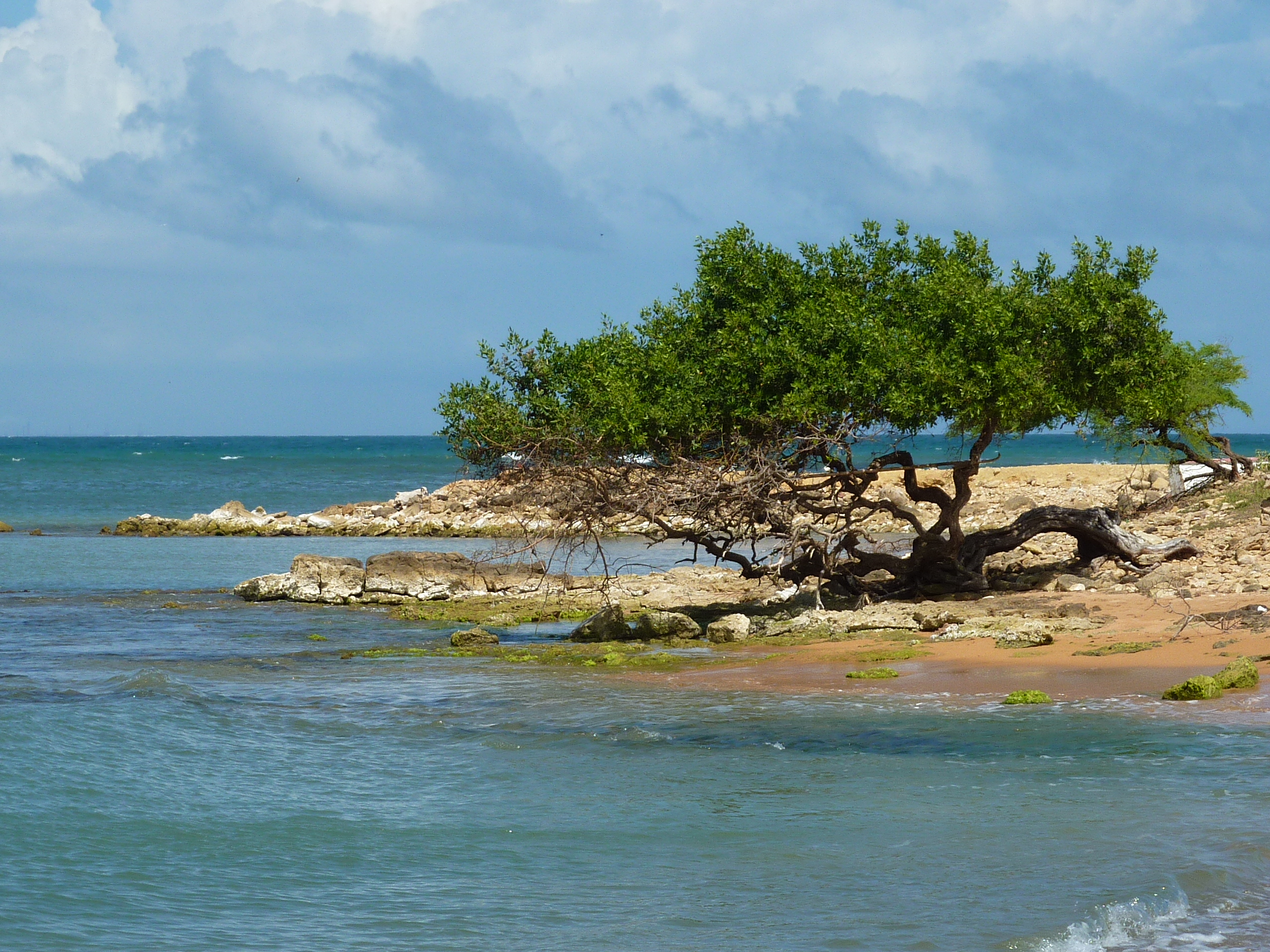
Puerto escondido

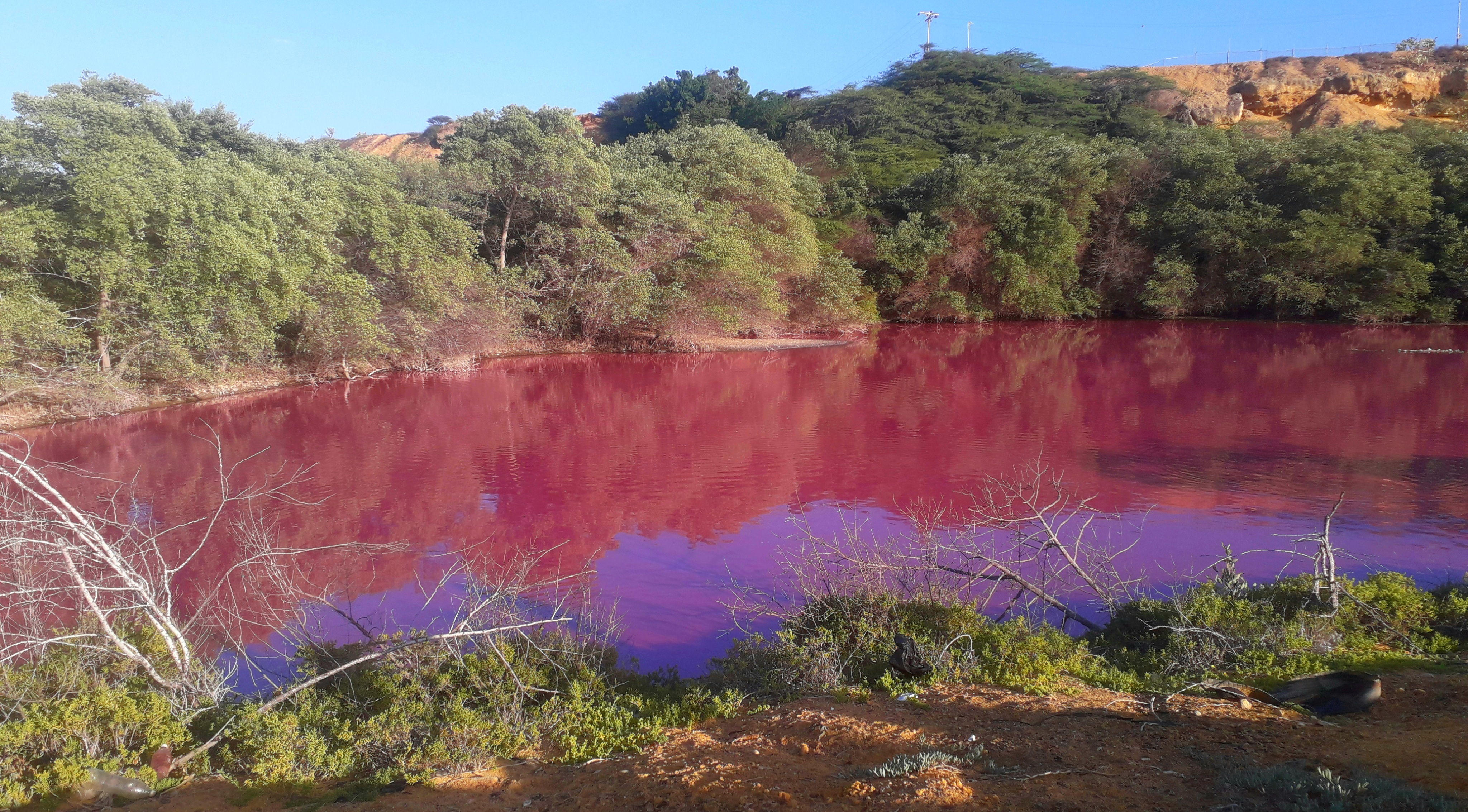
Parque metropolitano Laguna de Guaranao.

La península se caracteriza por sus hermosas playas y su cálido clima con muy pocas lluvias; entre sus bellezas naturales se encuentra el Cerro Santa Ana, en cuyas faldas encontramos un pueblo del mismo nombre Santa Ana; la cima de este cerro asciende a unos 830 m s. n. m. y es muy característico el frecuente penacho de nubes que la circunda. Al sur de Paraguaná, en su ruta de acceso por la autopista Coro - Punto Fijo se cruza el ventoso Istmo de los Médanos; en su extremo norte, el cabo San Román que es el punto más septentrional de la Venezuela continental y desde donde se logran ver las luces de Aruba en la noche. Finalmente por el oeste se enmarcan las templadas aguas del Golfo de Venezuela.

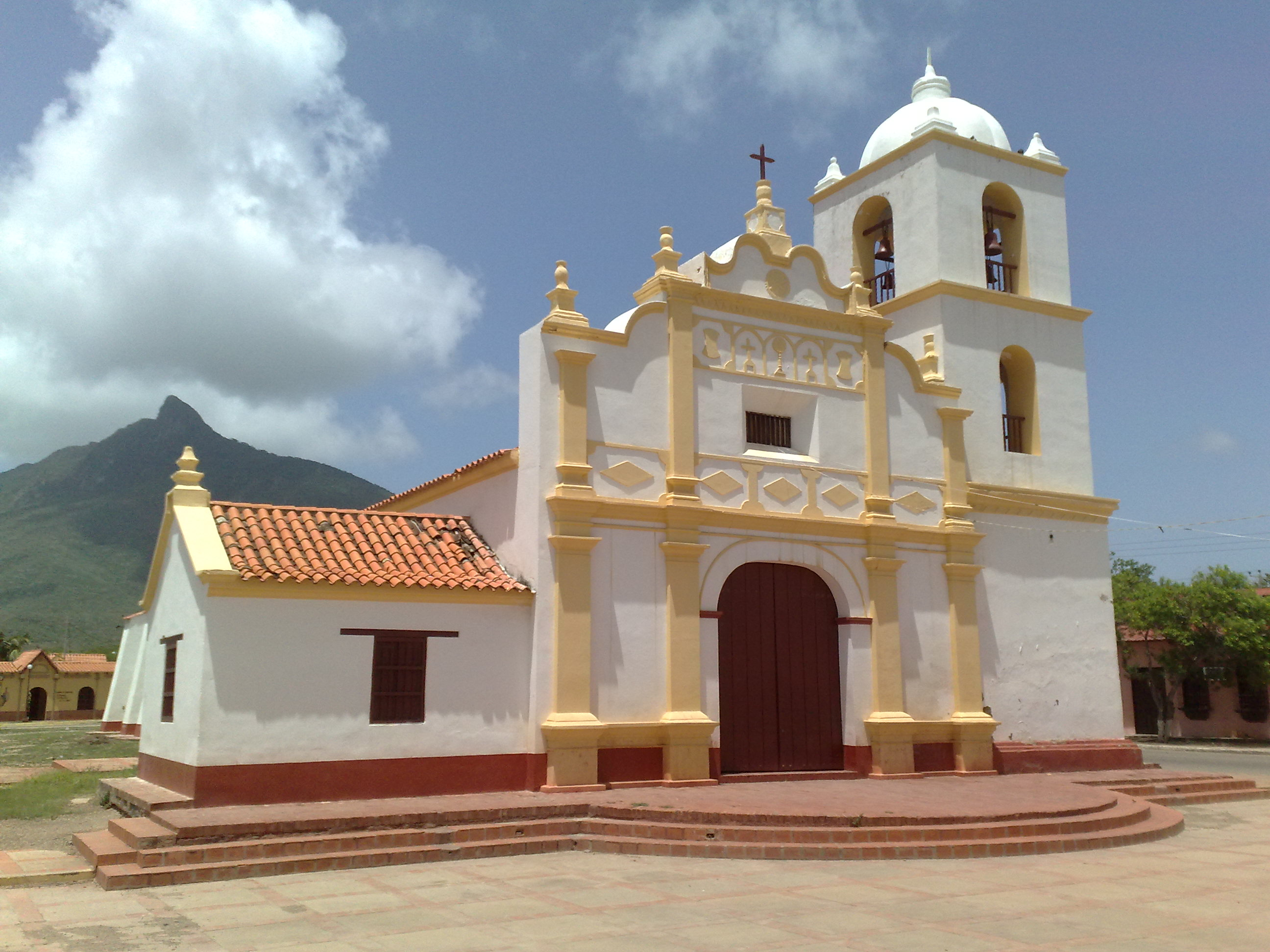
Iglesia de Moruy.

Los cardones y cujíes (vegetación autóctona) son elementos dominantes en el paisaje, en el contorno del cerro Santa Ana se encuentran pequeñas elevaciones pobladas por antiguos asentamientos rurales como son: Buena Vista, San José de Cocodite, Adaure y Azaro. Al oeste de Pueblo Nuevo se hallan los cerros de Tausabana, el Rodeo y Capuana. Aparte de estas elevaciones la península se distingue por ser una región plana y de extensas llanuras. Vale decir entonces que en términos generales y al decir del historiador Carlos González Batista en su libro Historia de Paraguaná que "... las alturas de Paraguaná constituyen un conjunto orográfico dominado por el cerro Santa Ana (830 msnm), otras alturas son el cerro El Rodeo (224 msnm) y Monte Cano (177 msnm)".

### División político-territorial
La ciudad con mayor despunte demográfico en el transcurso del siglo XX derivado del desarrollo de la industria petrolera en la zona es Punto Fijo, aunque debe destacarse que la península se integra por tres municipios; estos son:
- Municipio Carirubana, cuya capital es Punto Fijo.
- Municipio Los Taques, cuya capital homónima es Santa Cruz de Los Taques.
- Municipio Falcón, cuya capital es Pueblo Nuevo, la cual durante la época colonial constituyó la capital administrativa de la península denominada en ese entonces como "Cantón de Paraguaná".

### Clima

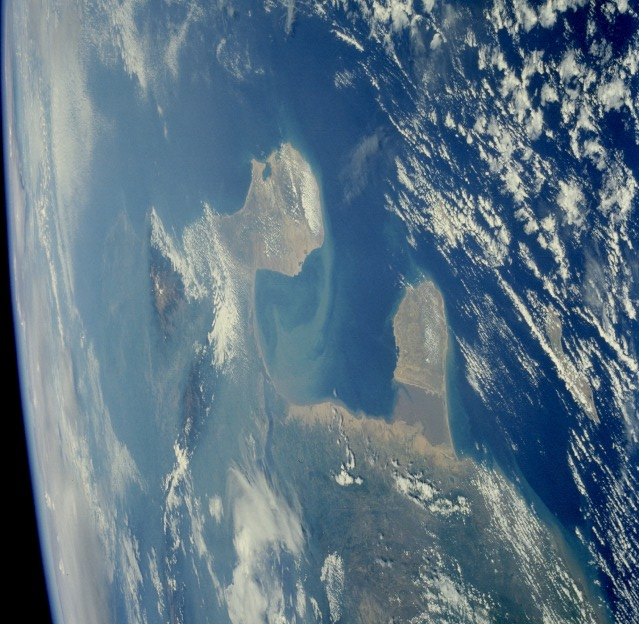
Fotografía tomada por la NASA de la Península de Paraguaná y del Golfo de Venezuela.

En cuanto a los aspectos climáticos, la península de Paraguaná constituye una de las zonas más secas de Venezuela. Enmarcada dentro del medio bioclimático árido y semiárido, se caracteriza por presentar una precipitación media anual de 340,2 mm. Se encuentra gran fuerza en los vientos, pudiendo haber velocidades de hasta 35 km/h o más. La mayor velocidad media anual del viento en Venezuela se da en Porlamar (24 km por hora) y Coro (22 km por hora), tal como señaló Sergio Foghin en 2002 []. Pero lo impresionante de este dato no es la velocidad, sino su constancia, es decir, la duración en el tiempo, como se puede ver por la inclinación de las plantas xerófitas como el cují que quedan prácticamente acostadas en el suelo. Recordemos que esta velocidad es un promedio anual, mientras que las velocidades máximas diarias pueden superar fácilmente los 50 km por hora con ráfagas de una velocidad aún mayor. Por otra parte, la estación meteorológica de Coro no es completamente representativa de Paraguaná, donde tanto las velocidades medias como máximas deben ser superiores (por ejemplo, en Adícora o el Cabo San Román, lugares donde se deberían obtener registros para fundamentar o rechazar esta idea).
La precipitación presenta un máximo en los últimos meses del año, siendo el mes de noviembre el más lluvioso con un promedio de 83,5 mm. La temperatura promedio está entre 28 y 34 °C.
Más hacia el suroeste del cerro Santa Ana, la humedad es más fuerte por la acción orográfica de dicho cerro sobre los vientos alisios. De hecho, el propio Cerro de Santa Ana es el lugar más lluvioso de toda la península por dicho efecto orográfico, como resulta visible en la vegetación de la cumbre, mucho más rica y variada que en el resto del área como puede verse en Google maps ().
La vegetación que presenta es de monte espinoso tropical en la mayor parte de la superficie la cual resulta bastante rara, tales como cují, cardón, tuna y guasabara, es decir, una vegetación tipo xerófila. La salinidad y alcalinidad son características físicas propias de la región.

### Fauna

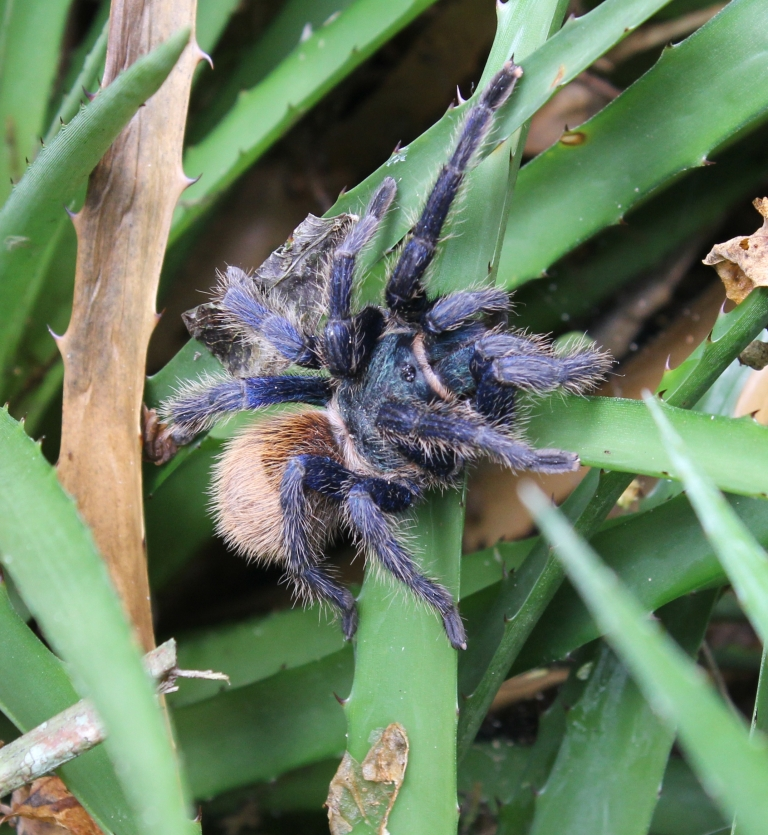
Tarántula azul, especie endémica de la península de Paraguaná

La fauna asociada al bioma desértico interior es escasa y concentrada en hábitats concretos; la de los matorrales desérticos está adaptada a las condiciones ambientales de este ecosistema semiárido. Por lo que predominan las lagartijas, los escorpiones, el ciempiés y las aves de rapiña como el gavilán. Además de ser las costas peninsulares una de las regiones de Venezuela con mayor diversidad de especies marinas. En esta misma, se encuentra un ecosistema estratégico para la conservación a que agrupa un número importante de Diversidad Biológica es el caso del Refugio de Fauna Silvestre y Reserva de Pesca "Laguna Boca de Caño".

## Economía
A semejanza del comportamiento económico del resto del país, que en el devenir del siglo XX pasó a depender de la industria petrolera; la población de la península, en detrimento de los espacios económicos agrícolas y pecuarios que no generaban beneficios económicos ni incremento de la calidad de vida a corto plazo, se integró activamente como recurso humano gestor de la principal industria nacional. Esto conllevaría a que la población económicamente activa viviese y viva principalmente del Centro de Refinación de Paraguaná (CRP) el segundo más grande del mundo en su tipo. El CRP en realidad es producto de la fusión de las dos mayores refinerías en Venezuela, la Refinería de Amuay, inaugurado en 1950 por la Creole Petroleum Corporation y la Refinería Cardón puesta en funcionamiento en 1949 por la Royal Dutch Shell. Con la nacionalización del petróleo en Venezuela en 1976, ambas pasaron a ser operadas por las nuevas empresas estatales Lagoven y Maraven -filiales de PDVSA- respectivamente, hasta el año 1997, cuando se unifican todas las instalaciones en el actual CRP.
También las zonas rurales mantienen un comercio de significativa importancia con la explotación de especies caprinas, la venta del chivo y ovejo que abastecen a la ciudad y partes del mercado interior. Otro comercio que se ha desarrollado a través de los años es la siembra, venta y exportación de la sábila; producto que de acuerdo a reiterados estudios de bioquímica que han sido avalados por centros especializados y universidades, contiene niveles de aloina sin precedentes a nivel mundial. Algunos lugareños hacen preparados medicinales y otros productos como el jabón, champú, cremas dermatológicas y purificantes para la sangre. Solo una pequeña parte se exporta a los mercados farmacéuticos internacionales.
La emisión del Decreto N.º 36 517, el 14 de agosto de 1998 según Gaceta Oficial de la entonces República de Venezuela (ahora República Bolivariana de Venezuela) y bajo el mandato del Presidente Rafael Caldera que declara a la península de Paraguaná como Zona Libre para la Inversión Turística y Comercial, ha traído un gran auge del turismo por los precios que en algunos rubros resultan competitivos si se comparan al resto del país, con excepción de la isla de Margarita que posee un régimen parecido al de la península de Paraguaná, es decir es puerto libre. La península de Paraguaná en los últimos 6 años ha experimentado cambios tanto estructurales como de índole poblacional. En este auge de inversión turística la infraestructura ha evidenciado cambios notables, llevando a empresarios propios y extranjeros a destinar recursos económicos y financieros en la construcción de hoteles, casinos, restaurantes y el fomento de establecimientos comerciales de diversa naturaleza.
Otra actividad comercial que prosperó en la zona fue la pesca de arrastre, que debido a la imposición de restricciones legales ha requerido reordenarse en los últimos años. No así la artesanal que ha repuntado. Las especies pesqueras capturadas en la zona son objeto de procesamiento en plantas especializadas, destacándose con ello la exportación de camarón, atún y otros frutos del mar. También la explotación de sal, específicamente en la Salina de Las Cumaraguas al noreste de la península cercana a la población de El Vínculo ha tenido gran crecimiento para el mercado nacional e internacional, a pesar de las públicamente desacertadas administraciones privadas y públicas que han tenido la tarea de administrarla.
Ha crecido significativamente el comercio bancario en la ciudad de Punto Fijo, atraído por las inversiones continuas, contando con todas las firmas bancarias del país.
Una muestra del crecimiento económico de la península se observa en la extensión continua del centro comercial más importante de la ciudad llamado Ciudad Comercial Las Virtudes, la construcción del Centro Comercial Paraguaná Mall, sin contar con la llegada de tiendas nacionales e internacionales como Makro, Don Regalón, el Sambil Paraguaná y el moderno Royal Center que se encuentra en construcción actualmente, entre otros comercios de suma importancia para la economía local. También está establecida en la Zona Franca de Paraguaná la empresa venezolana Venezolana de Industria Tecnológica, fabricante de computadoras de escritorio y portátiles; y Vtelca, fabricante de celulares.

## Transporte
Con respecto a las rutas de comunicación, la península de Paraguaná tiene por su destacada ubicación de apertura geográfica y movilidad comercial la fortuna de contar, desde el siglo XVI, con la disponibilidad de puertos de acceso en las ensenadas naturales que la circundan, con destacado significado comercial como el de Los Taques, el desaparecido Bajabaroa ubicado en las proximidades de Punta Macolla y el de Adícora desde donde mayormente se transportaban personas y mercancías a Curazao, La Guaira y el oriente del país; hoy en día se cuenta con un buen tramado de rutas de comunicación terrestre, se contará prontamente con la vía llamada "Perimetral", que bordeará toda la península para el placer del paseo turístico y estímulo socioeconómico a los caseríos que subsisten en sus cercanías. La comunicación marítima y aérea con Aruba, Curazao y Bonaire es habitual.
Cuenta entonces en términos generales con estas vías importantes:
- Carretera perimetral (en construcción): irá desde El Pico hasta el cabo San Román, Adícora y el Istmo de Los Médanos de Coro.
- Vía intercomunal Coro, Punto Fijo - Adícora, Moruy - Santa Ana (autopista de cuatro canales).
- Intercomunal Punto Fijo - Jadacaquiva - Pueblo Nuevo (pasando por pintorescos pueblitos). Esta vía ha sido ampliada y asfaltada en su totalidad en el año 2007.
- Avenida Alí Primera desde Punta Cardón hasta Los Taques (autopista de cuatro canales).

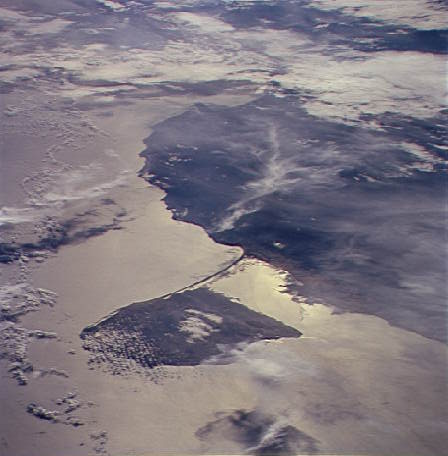
Imagen satelital de la península, la esquina inferior izquierda es el norte.

Con relación al transporte aéreo la península cuenta también con el Aeropuerto Internacional Josefa Camejo, así llamado en honor a la heroína patriota nacida en el Hato de Aguaque cercano a Pueblo Nuevo; figura histórica que asumió el inicio de la gesta libertadora en la Provincia de Coro; una pista de aterrizaje inoperativa en la población de Adícora, dos puertos comerciales internacionales, Guaranao y Las Piedras; un muelle deportivo ubicado en el Club Náutico Cardón además de los puertos de Amuay y Cardón que forman parte del Complejo Refinador Paraguaná destinados al servicio del comercio de hidrocarburos.

## Turismo

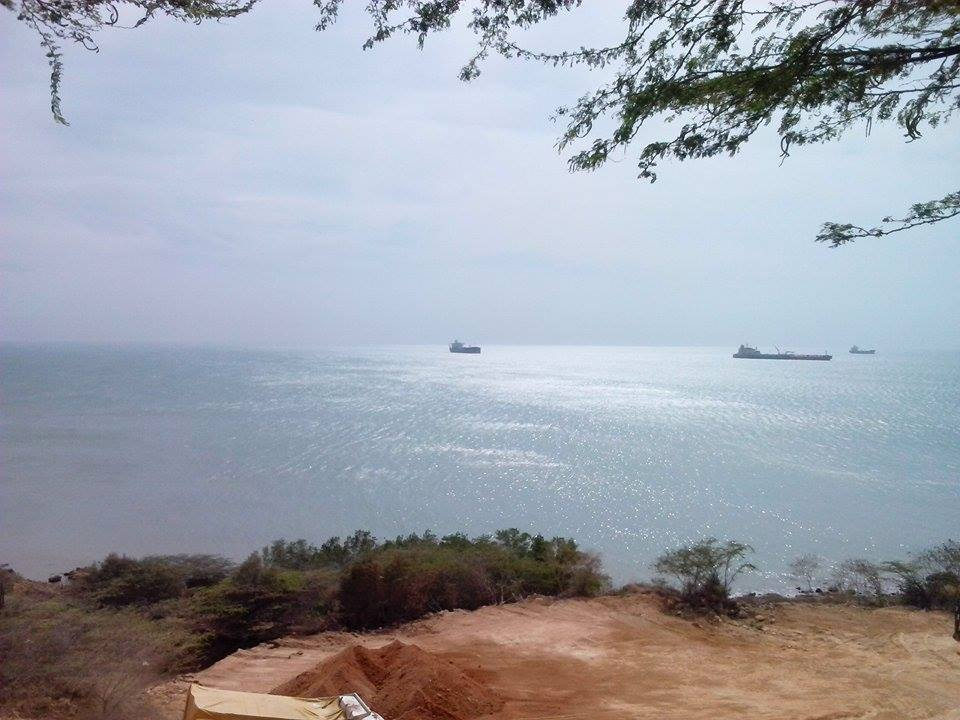
Vista de Playa Manaure, Comunidad Cardón (Punto Fijo).

Como Paraguaná (en ocasiones llamada "Península de la Amistad") ha sido declarada Zona Libre, se ha convertido en un excelente lugar de compras, con buenas tiendas a precios libres de impuestos. En la comunidad Cardón se encuentra el Zoológico de Paraguaná un Parque zoológico privado sin fines de lucro que funciona como refugio de animales, centro de conservación, reservorio y albergue de fauna silvestre venezolana rescatados y que tienen alguna condición que les impide ser devueltos a la naturaleza, así como se desempeña como una institución que promueve la educación ambiental, dicho parque se dio a conocer por su Programa de conservación del Oso Frontino.
En el centro de la península se encuentra uno de sus atractivos naturales más emblemáticos, el Cerro Santa Ana, declarado monumento natural. Se puede llegar a su tope partiendo del pueblo de Moruy. La primera parte de la subida es calurosa, ya que no hay mucha vegetación, pero en la segunda parte se debe atravesar una selva húmeda de tipo tropical, hasta llegar al tope, en donde se una visual privilegiada de toda la península, de la sierra de Coro y de la isla de Aruba. En el centro de la península hay varios pueblos como Pueblo Nuevo, Moruy, Santa Ana, Buena Vista, Jadacaquiva. En Moruy se puede conseguir la reconocida artesanía de muebles.

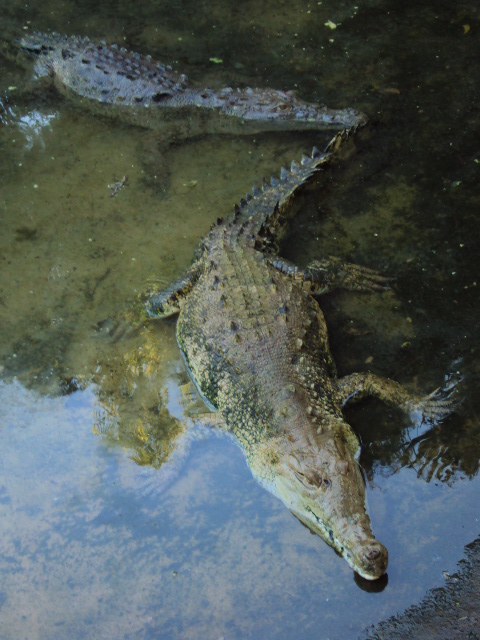
Crocodylus acutus en el Zoológico de Paraguaná.

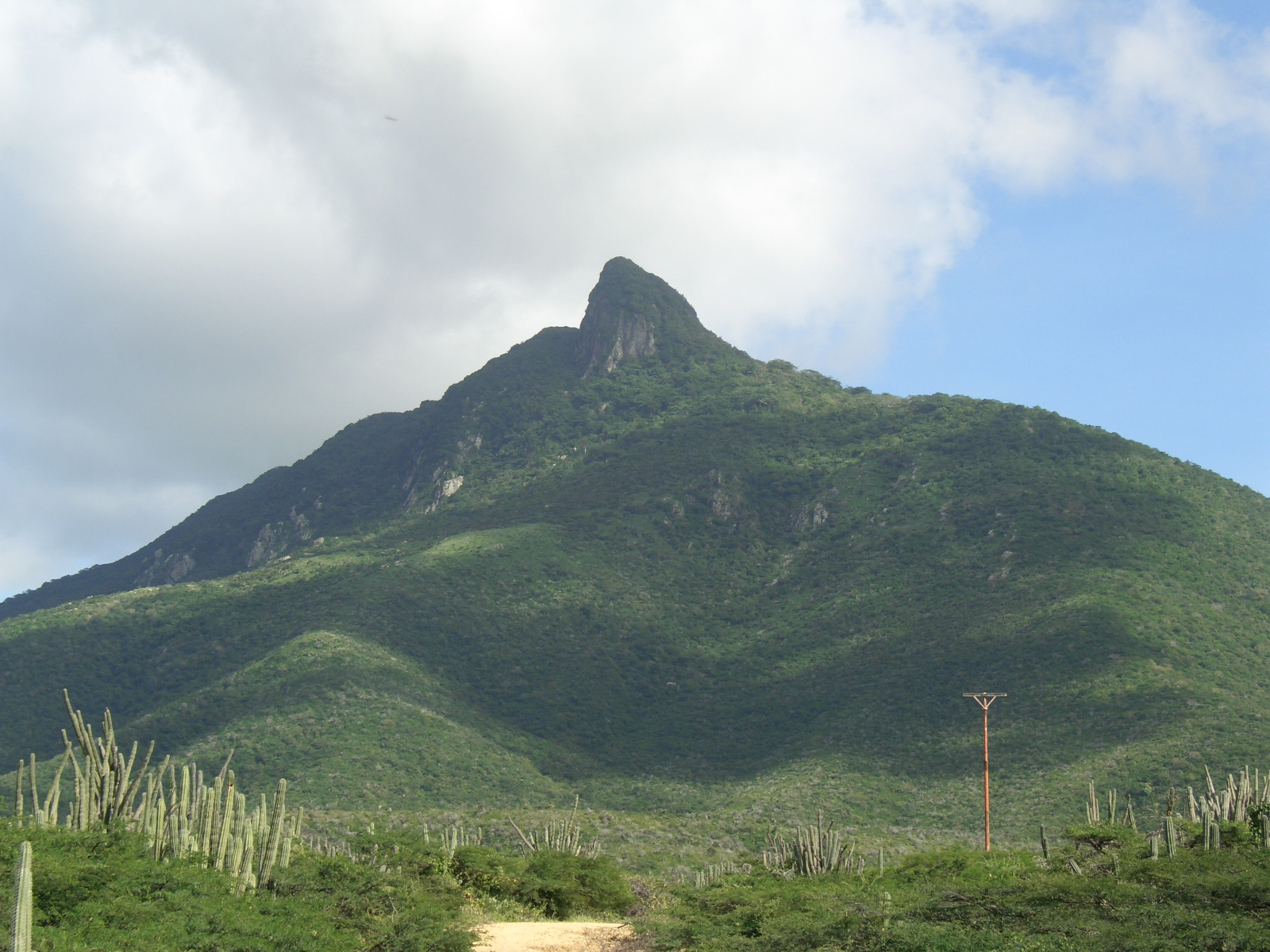
Cerro Santa Ana.

### Playas
Hay muchas playas turísticas en la península, obviamente está rodeada de ellas y, gracias a los fuertes vientos alisios, destacan para la práctica de deportes como el windsurf y el kitesurf en la costa oriental como Carretilla, Adícora, El Supí, Tiraya y Buchuaco; otra conformación tienen las de la costa occidental, son de aguas más tranquilas y templadas con tráfico marítimo petrolero, condición que las hace vulnerables en caso de derrames de este tipo de productos; también son las más próximas a Punto Fijo por lo que las hace ser generalmente más visitadas; entre ellas destacan Amuaycito, Villa Marina y El Pico. Las cercanas a Punta Cardón y las del poblado de Carirubana no son aptas por haberse detectado elementos de contaminación.
Las de la costa norte son en general, al igual que las que circundan el istmo, no aptas para bañistas por la enorme fuerza de las corrientes, sin embargo por la belleza de los paisajes son muy visitadas; de este sector destacan Las Cruces, Las Moras, Mangle Lloroso y Boca de Chaure. Puerto Escondido cerca del cabo San Román es uno de los lugares más visitados por turistas.
Las playas de la Costa Sur son de fondo fangoso muy apropiadas para la camaronicultura, son turbias y no muy conocidas, se destacan las cercanas a El Cayude y al sur de Tacuato.

### Edificaciones
En la categoría de arquitectura religiosa se destacan las iglesias coloniales paraguaneras, con un muy particular estilo antillano caribeño, poco común en Venezuela, entre las que se destacan la de Santa Ana, Moruy y Jadacaquiva. Todas con claro potencial para motivar el llamado turismo religioso como el mostrado en el Museo Diocesano de Jadacaquiva; como ejemplo de arquitectura civil se aprecian el casco antiguo del pueblo de Adícora y las espléndidas casas de hato como "Las Virtudes", "Buena Vista" y "La Sirena" todas construidas en las postrimeras del siglo XIX en un período de paz social que luego de la Guerra Federal se tradujo en bonanza económica para la península. Los materiales de construcción de estos inmuebles fueron el bahareque y la piedra y las techumbres de madera y tejas.

### Pueblos
La mayoría de los pueblos costeros son pueblos pesqueros, aunque algunos del interior peninsular que circundan el cerro Santa Ana, como lo son Moruy, Jamaica, Misaray, Buena Vista, Adaure, Charaima, Jadacaquiva, El Vínculo, Pitahaya, Miraca, Maicara, Barunú, Urupagua, entre otros; viven de la ganadería caprina, ovina y porcina así como del cultivo de especies ya descritas; otros han sido absorbidos por la expansión urbana de Punto Fijo como es el caso de Punta Cardón, El Cardón, Carirubana, Santa Elena y Guanadito.

### Convenciones

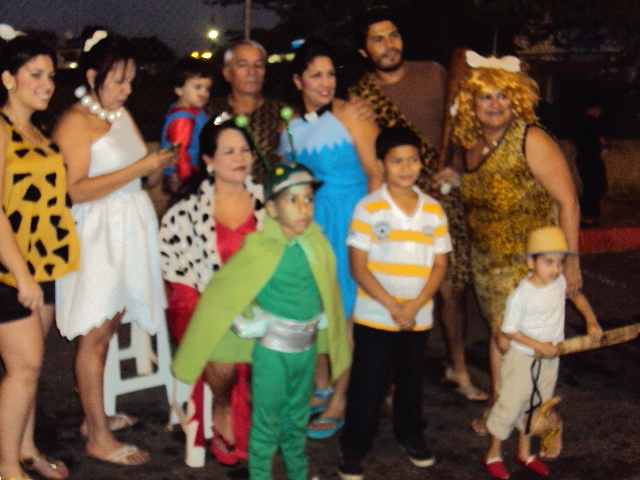
Cosplays de la serie Los Picapiedra en un evento de anime y cómic.

Con el creciente mercado del Anime y Manga en el mundo y su expansiòn a través de la cultura de muchos países del mundo, Paraguaná se ha convertido en un punto de referencia en las convenciones y foros de anime y cultura japonesa que atraen la atenciòn de muchos turistas a nivel nacional, principalmente siendo la ciudad de Punto Fijo una de las más conocidas por sus eventos de cultura japonesa y Otaku en toda Venezuela, realizándose dichos eventos en temporadas vacacionales para recibir a los jóvenes turistas de distintas ciudades del paìs. El Cosplay es una de las temáticas más destacadas de Paraguaná con la realización de múltiples sesiones fotográficas para los cosplayers conforme avanza el año. Se destacan eventos anuales como el “Ukiyo-Jap” y el “Anime Kay”.

## Áreas naturales protegidas

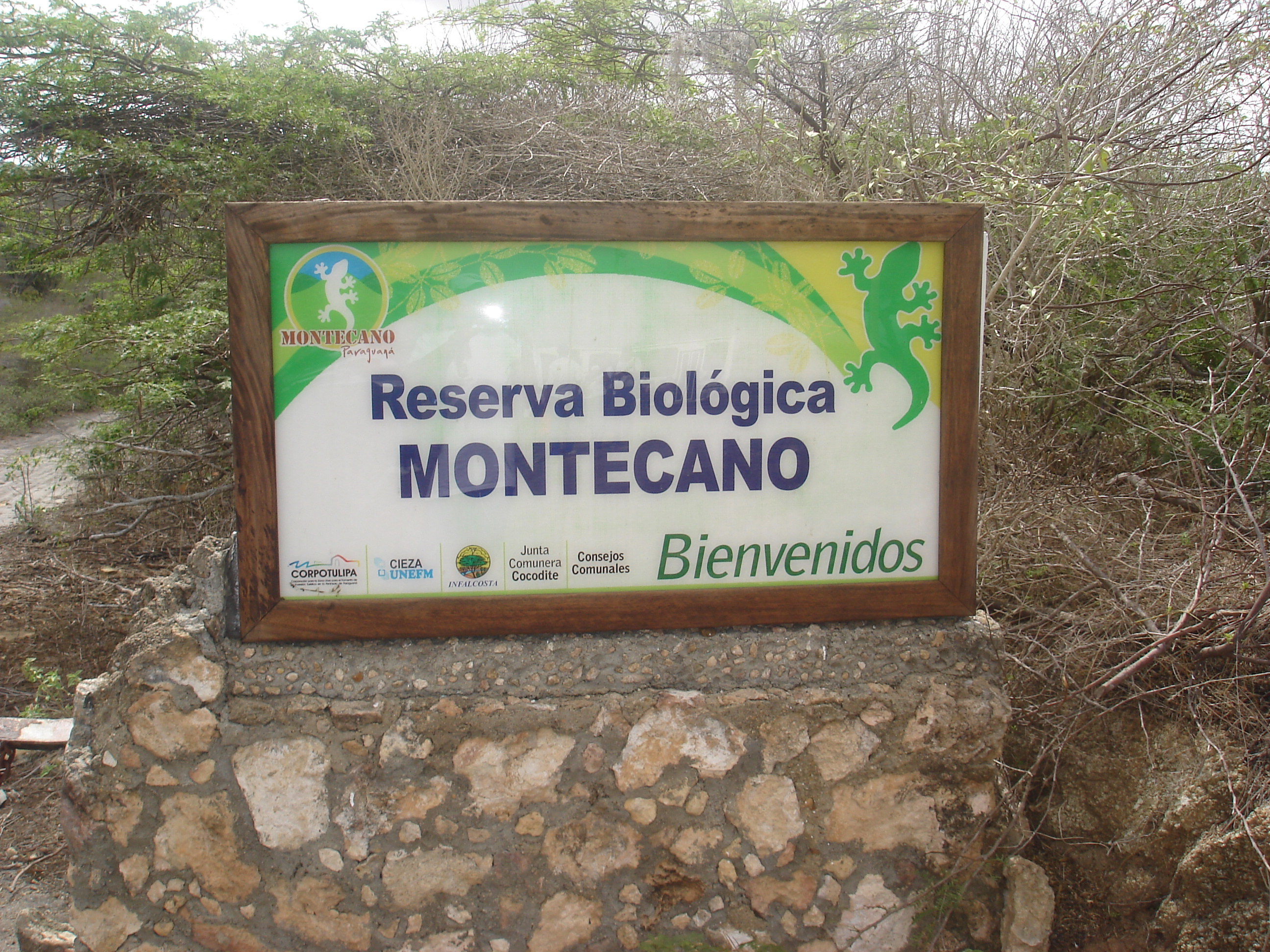
La reserva biológica de Montecano hábitat del gecko de Montecano (Lepidoblepharis montecanoensis)

### Parque Nacional médanos de coro

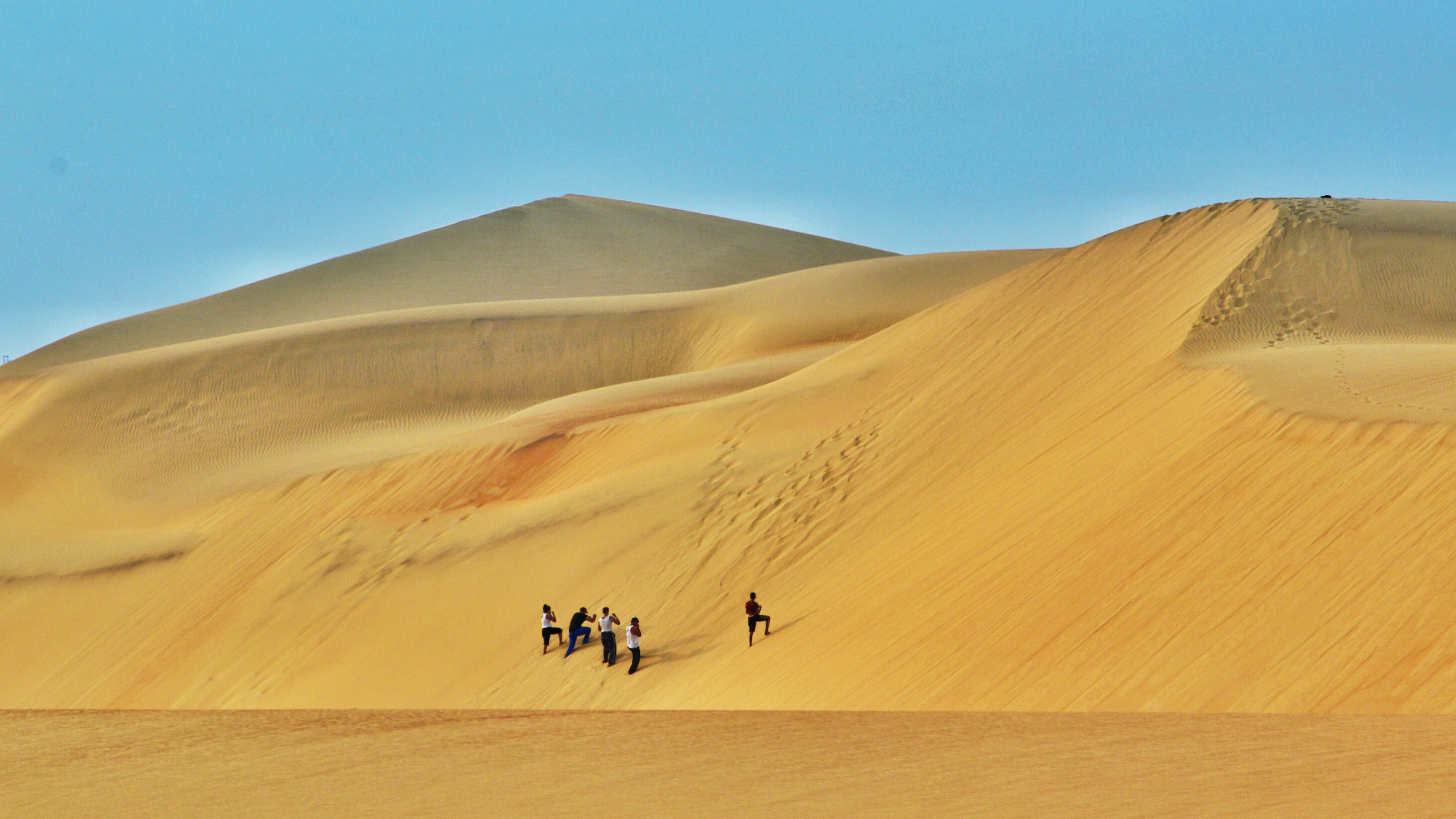

Ubicado en el istmo de la Península de Paraguaná, que une el resto del Estado con la Península, en el cual aparecen elementos dominantes del paisaje: Los Médanos (formación de dunas), las comunidades arbustivas de manglares, las tierras con vegetación herbácea y espinares, el istmo comprende una faja de 30 km de largo por 5 km de ancho. Posee una altura media de 20 m s. n. m. (metros sobre el nivel del mar). 

### Monumento natural Cerro Santa Ana

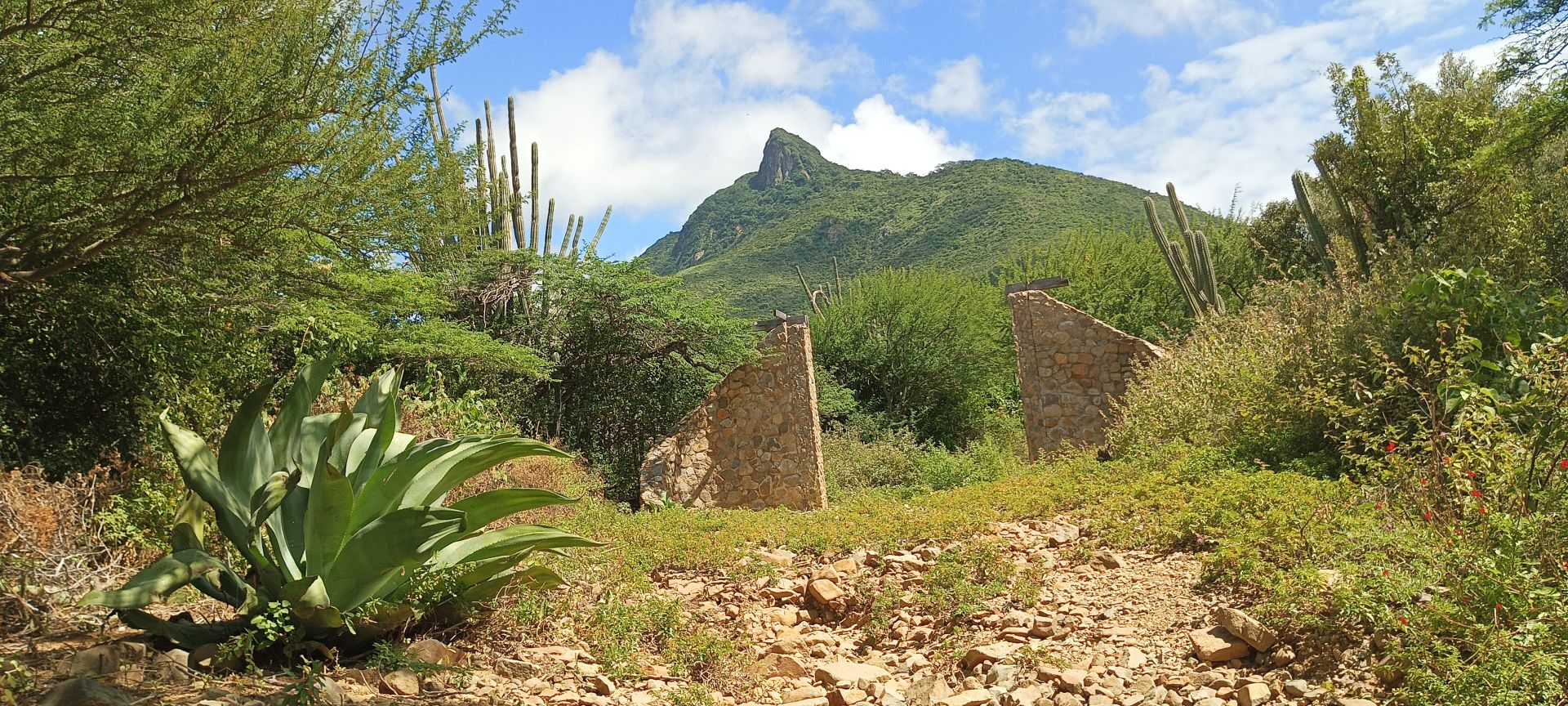
Monumento natural cerro Santa Ana.

Cuenta con una superficie de 1900 hectáreas y alcanza una altura máxima de 830 m s. n. m., Tiene tres picachos: el Santa Ana (donde el cerro alcanza los 830 m s. n. m., su mayor altura), Buena Vista y Moruy. En el ascenso se aprecian progresivos cambios de clima y de vegetación. En las partes bajas predomina un ambiente seco de vegetación xerófita con bosque espinar, mientras que en las partes más altas se desarrolla una vegetación boscosa, con frondosos árboles de 10 a 15 metros de altura, con abundantes epífitas, musgos y líquenes favorecidos por la alta humedad.

### Monumento natural Montecano

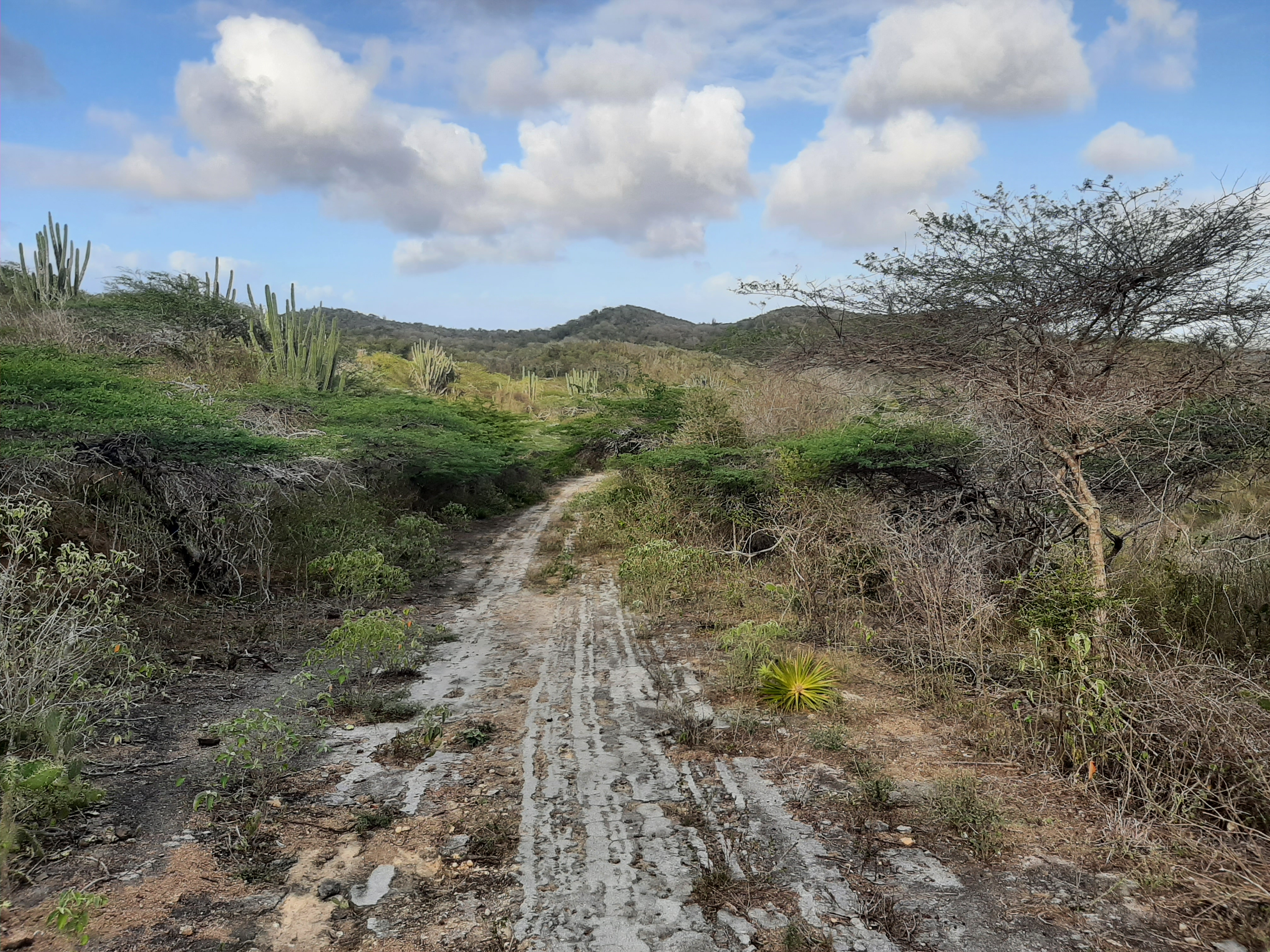
Reserva biológica Montecano.

Sirve de refugio a más de 180 especies de pájaros, incluyendo algunas que se observan sólo durante la migración o el invierno boreal. Existen hasta el momento 42 especies residentes (que habitan de forma permanente) como el cardenal coriano, el carpintero habado, la cota (en peligro de extinción), el turpial, el chirito de chaparrales y otras especies, principalmente de paseriformes.
La variedad de reptiles de la reserva sirve de estudio científico-médico permanente para la búsqueda de antídotos. Dentro de la población de reptiles se encuentra la Boa constrictora o Tragavenado, la serpiente coral falsa y verdadera, el famoso Gecko de Montecano o Tuqueque o Lagartijo de montecano (Lepidoblepharis montecanoensis), considerada la lagartija más pequeña, midiendo solo hasta 6 cm y siendo nativa de la reserva al igual que la tarántula azul de Paraguaná, especie exclusiva de la Paraguaná y que ha sido objeto de investigaciones,

### Santuario de fauna silvestre Cuevas de Paraguaná
Son un conjunto importante de cuevas que protegen al 5,6% de los quirópteros de Venezuela. Destacan la cueva El Pico que se encuentra en el Municipio Los Taques y las cuevas de «El Guano» y de «Piedra Honda» en el Municipio Falcón. Durante la primera mitad del siglo pasado estas cuevas eran aprovechadas para la extracción y el comercio del guano producido por los murciélagos. Sin embargo, en la actualidad esta actividad no se realiza y las cuevas son poco conocidas por los paraguaneros, aunque con frecuencia son visitadas por personas que, debido al desconocimiento de los valores ecológicos y socioeconómicos de los murciélagos paraguaneros, pudieran generar daños o perturbaciones a sus colonias. La cueva de El Pico se encuentra entre las más amenazadas, por estar asociada con uno de los principales ejes de desarrollo turístico de la península. La misma es habitada por las cinco especies de murciélagos cavernícolas de Paraguaná y durante cuatro meses del año se convierte en uno de los principales sitios de reproducción del murciélago polinizador y dispersor de las semillas del cardón de dato. Dicha colonia está integrada por miles de individuos, la mayoría hembras, provenientes de otras regiones o residentes de la península.

### Parque metropolitano Laguna de Guaranao

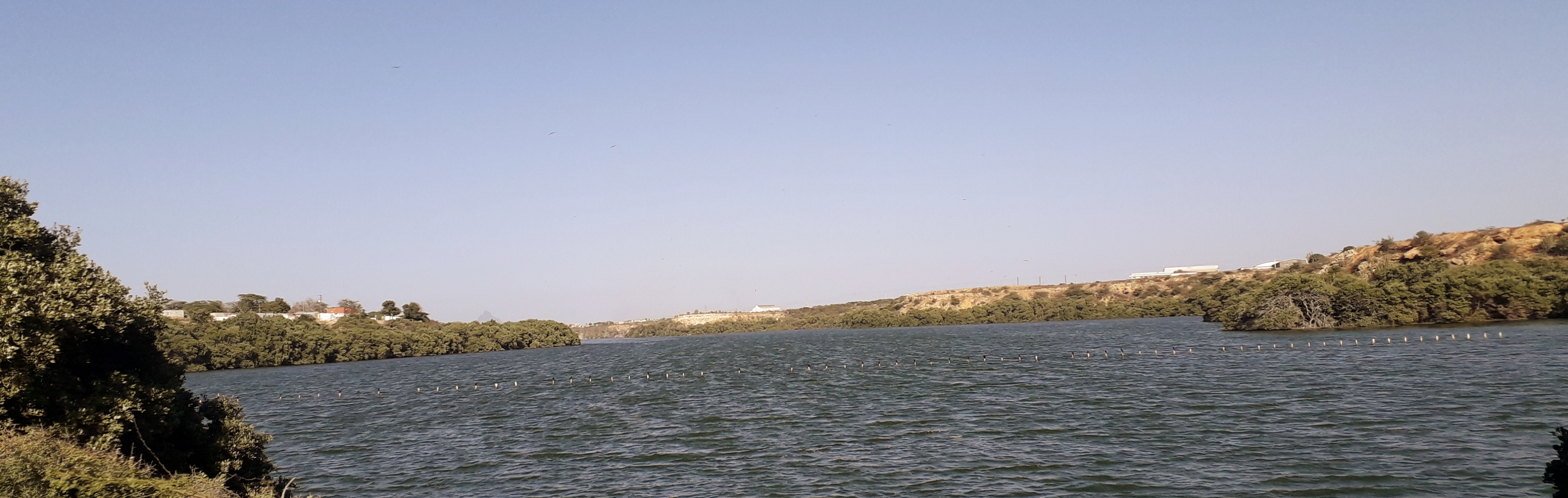
Parque metropolitano Laguna de Guaranao.

En Punto Fijo se ubica también el Parque metropolitano Laguna de Guaranao, esta laguna posee un gran valor de importancia con respecto a la biodiversidad de la Península de Paraguaná pues al igual que otros cuerpos de agua en la península, esta representa un refugio para aproximadamente el 70% de las aves caribelas que realizan migración, llegando a guaranao atraídas por la abundancia de crustáceos como Penaeus monodon, entre estas especies se encuentran Flamencos, Tijeretas o Fregatas de Mar, Garzas corocoras y Soisolas; También existen gaviotas, Alcatrazes y diferentes aves carnívoras como gavilanes.